# Xã Grant, Quận Wright, Iowa
Xã Grant (tiếng Anh: Grant Township) là một xã thuộc quận Wright, tiểu bang Iowa, Hoa Kỳ. Năm 2010, dân số của xã này là 1.597 người.